# Stelling van Brauer-Siegel
In de getaltheorie, een deelgebied van de wiskunde, is de stelling van Brauer–Siegel een asymptotisch resultaat over het gedrag van algebraïsche getallenlichamen. De stelling generaliseert resultaten die bekend zijn over klassegetallen van complexe kwadratische lichamen/velden, naar een meer algemene rij {\displaystyle K_{1},K_{2},\ldots } van getallenlichamen. De stelling werd in het midden van de twintigste eeuw bewezen door de Duitse wiskundigen Richard Brauer en Carl Ludwig Siegel.  
In alle gevallen anders dan het lichaam van de rationale getasllen {\displaystyle \mathbb {Q} } en imaginaire kwadratische velden moet men de regulator {\displaystyle R_{i}} van {\displaystyle K_{i}} in beschouwing nemen, omdat {\displaystyle K_{i}} dan als gevolg van de eenheidsstelling van Dirichlet eenheden van oneindige orde kent. De kwantitatieve hypothese van de standaardversie van de stelling van Brauer–Siegel is dat als {\displaystyle D_{i}} de discriminant van {\displaystyle K_{i}} is, dat dan geldt
{\displaystyle {\frac {[K_{i}:Q]}{\log |D_{i}|}}\to 0{\text{ voor }}i\to \infty }
Dit aannemende en uitgaande van de algebraïsche hypothese dat {\displaystyle K_{i}} een galoisuitbreiding van {\displaystyle \mathbb {Q} } is, luidt de conclusie dat
{\displaystyle {\frac {\log(h_{i}R_{i})}{\log {\sqrt {|D_{i}|}}}}\to 1{\text{ als }}i\to \infty }
waarin {\displaystyle h_{i}} het klassegetal van {\displaystyle K_{i}} is.
Dit resultaat is ineffectief, zoals ook het resultaat over kwadratische velden was, waarop deze stelling zich baseert. Effectieve resultaten in dezelfde richting werden in de vroege jaren 1970 geïnitieerd door het werk van Harold Stark. 